# Вільям Джексон Бін
Вільям Джексон Бін (англ. William Jackson Bean или англ. William Bean, 26 травня 1863 — 19 квітня 1947) — британський ботанік, куратор Королівських ботанічних садів в К'ю.

## Біографія
Вільям Джексон Бін народився в графстві Йоркшир 26 травня 1863 року.
Бін розпочав роботу у Королівських ботанічніх садах К'ю в 20 років, будучи студентом. Через 40 років він став куратором Королівських ботанічних садів К'ю (1922–1929). Він був відповідальний за заміну багатьох старих дерев та чагарників у дендрарії.
У 1914 році була опублікована його робота Trees and Shrubs Hardy in the British Isles, яка принесла йому світову авторитетність.
Бін був нагороджений Королівським Вікторіанським орденом, Орденом Імперської служби, а також Victoria Medal of Honour (1917) і Veitch Memorial Medal (1922).
Помер Вільям Джексон Бін у графстві Суррей 19 квітня 1947 року.

## Наукова діяльність
Вільям Джексон Бін спеціалізувався на насіннєвих рослинах.

## Публікації
- Trees and Shrubs Hardy in the British Isles (1914)[5].

## Почест
Cytisus x beanii був названий на його честь.